# Manto Mavrogenous
Manto Mavrogenous (în greacă Μαντώ Μαυρογένους, n. 1796, Trieste, Monarhia Habsburgică – d. iulie 1840, Paros, Administrația descentralizată a Mării Egee⁠⁠(d), Grecia) a fost o eroină greacă a Războiului de Independență al Greciei. O femeie bogată, și-a cheltuit toată averea pentru cauza elenă. Sub încurajarea ei, prietenii ei europeni au contribuit cu bani și arme la revoluție.

## Tinerețe
Manto Mavrogenous s-a născut la Trieste, atunci parte a monarhiei habsburgice, acum parte din Italia. A fost fiica negustorului și membru al Filiki Eteria, Nikolaos Mavrogenes și al Zacharatiei Chatzi Bati. Unul dintre strămoșii ei a fost Nicolae Mavrogheni, a fost Dragoman al Flotei și domn al Țării Românești.
O femeie frumoasă de neam aristocratic, Manto Mavrogenous a crescut într-o familie educată, influențată de Epoca Iluminismului. A studiat filosofia și istoria grecilor clasici la un colegiu din Trieste și a vorbit fluent limbile franceză, italiană și turcă.

## Războiul de Independență

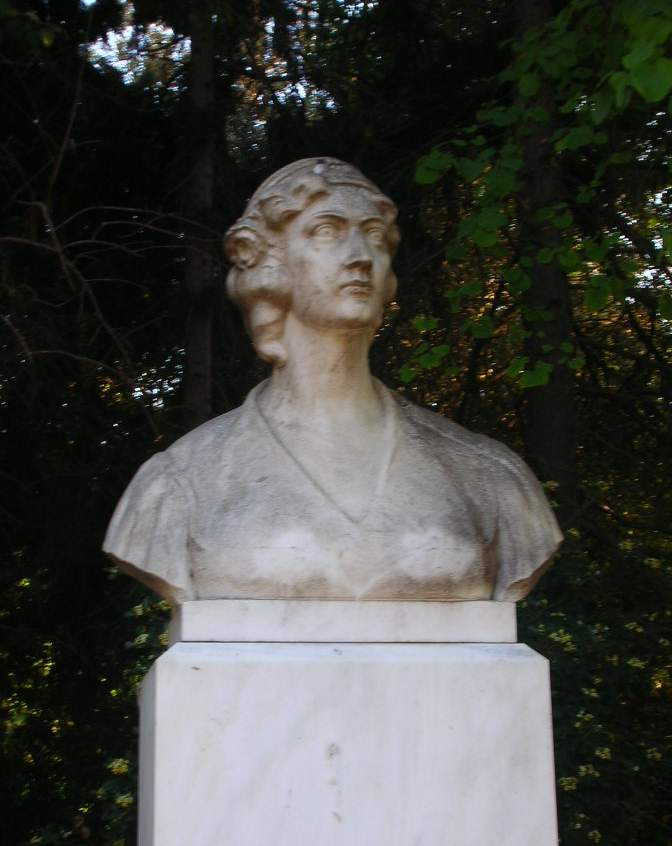
Bustul eroinei Manto Mavrogenous din Atena.

În 1809 s-a mutat la Paros împreună cu familia, unde a aflat de la tatăl ei că Filiki Eteria pregătea ceea ce va deveni Războiul de Independență al Greciei și mai târziu, în 1818, după moartea tatălui ei, a plecat la Tinos. Când a început lupta, ea s-a dus la Mykonos, insula ei de origine, și i-a invitat pe conducătorii din Mykonos să se alăture revoluției.
Ea a echipat și „împuternicit” pe cheltuiala sa, două nave cu care a urmărit pirații care au atacat Mykonos și alte insule din Cicalide. La 22 octombrie 1822 miconienii i-au respins pe turcii otomani, care au debarcat pe insulă, sub conducerea ei. De asemenea, a echipat 150 de bărbați pentru a începe o campanie în Peloponez și a trimis forțe și sprijin financiar către Samos, când insula a fost amenințată de turci. Mai târziu, Mavrogenous a trimis un alt grup de cincizeci de oameni în Peloponez, care au participat la asediul de la Tripolitsa (Tripoli) și la căderea orașului în mâinile răsculaților greci. Ea a cheltuit bani pentru alinarea soldaților și a familiilor acestora, pentru pregătirea unei campanii în nordul Greciei și sprijinul mai multor philheleni.
Ulterior a format o flotă de șase nave și un grup de infanterie din șaisprezece companii, cu câte cincizeci de bărbați fiecare, și a luat parte la bătălia de la Karistos în 1822 și a finanțat o campanie către insula Chios, dar nu a putut împiedica masacrul care  avut loc pe insulă în aprilie 1822. Un alt grup de cincizeci de oameni a fost trimis ca întăriri lui Nikitaras Stamatelopoulos în bătălia de la Dervenakia. Când flota otomană a apărut în Ciclade, ea s-a întors la Tinos și și-a vândut bijuteriile pentru a finanța echiparea a 200 de bărbați care au luptat împotriva inamicului și au salvat două mii de oameni care au supraviețuit primului asediu al orașului Missolonghi. Oamenii ei au participat la alte câteva bătălii precum cele de la Pelion, Ftiotida și Levadeia.
Mavrogen a organizat câteva expediții de iluminare în Europa și a adresat un apel femeilor din Paris, pentru a sta de partea grecilor. S-a mutat la Nafplio în 1823, pentru a fi în centrul luptei, părăsindu-și familia, deoarece era disprețuită chiar de mama ei din cauza alegerilor sale. În acest moment Mavrogenous l-a întâlnit pe Dumitru Ipsilanti, cu care s-a logodit curând. Repede, ea a devenit faimoasă în toată Europa pentru frumusețea și curajul ei. Dar în luna mai a aceluiași an, casa i-a fost arsă în totalitate și averea i-a fost furată și, prin urmare, a plecat la Tripoli să locuiască cu Ipsilanti, în timp ce Papaflessas (Grigorios Dimitriou Dikaios-Flessas) i-a oferit mâncare.
Logodnei sale cu Ipsilanti i s-au opus mai mulți politicieni greci puternici care au considerat o amenințare unirea a două familii puternice care aveau legături pro-ruse. Principalul adversar al lor din Grecia a fost Ioannis Kolettis. După logodnă, ea s-a întors la Nafplio, unde a trăit, profund deprimată, în lipsuri și nu i s-au dat înapoi banii pe care i-a dat pentru diferite bătălii. După moartea lui Ipsilanti și conflictele ei politice intense cu Ioannis Kolettis, a fost exilată din Nafplio și s-a întors pe insula Mykonos, unde s-a ocupat de scrierea memoriilor sale.
La sfârșitul războiului, Ioannis Kapodistrias i-a acordat gradul de general-locotenent și i-a oferit o locuință în Nafplio, unde s-a mutat. Ea a avut o sabie de mare valoare, cu inscripția „Δίκασον Κύριε τους αδικούντας με, τους πολεμούντας με, βασίλευε των Βασιλευόντων“, care se traduce „Doamne, judecă pe cei care mă înțeleg greșit, care mă bat, domnește peste Regi.” Se spune că această sabie provine din perioada lui Constantin cel Mare și Mavrogenous a dat-o lui Kapodistrias.

## Anii următori
Mavrogenous s-a mutat la Paros în 1840, unde locuiau unele dintre rudele ei, și a trăit și a murit într-o casă care este încă proprietate privată. Locuința este situată lângă Panagia Ekatontapyliani (Biserica Fecioarei Maria) care, conform tradiției, a fost fondată de Sfânta Elena, mama lui Constantin cel Mare. Mavrogenous a murit la Paros în iulie 1848, singură și săracă, după ce și-a cheltuit toată averea pentru cauza Războiului de Independență.

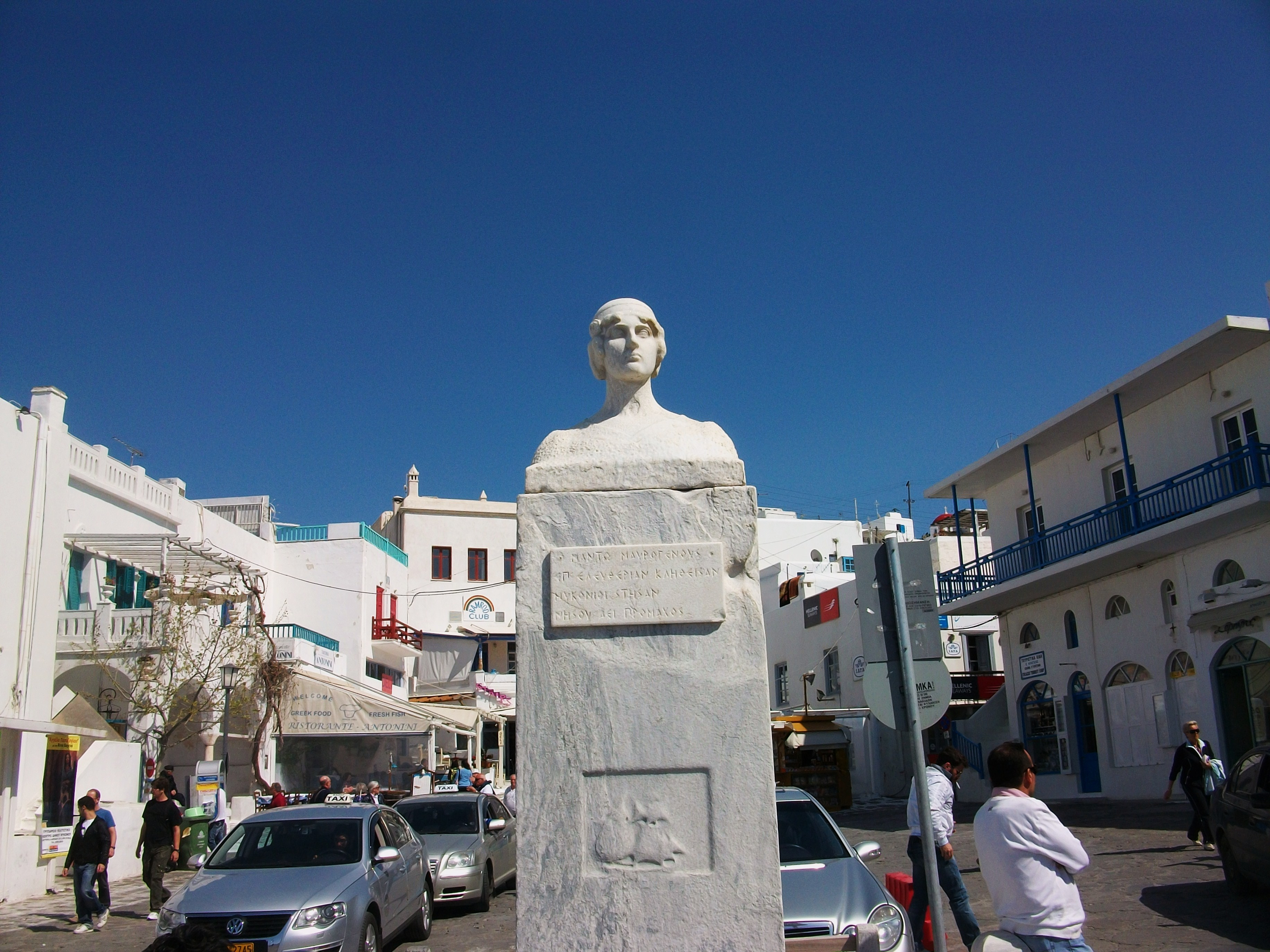
Bustul ei în insula și orașul Mykonos

## Moștenire
Piața centrală din orașul Mykonos îi poartă numele și aici se află amplasat un bust al ei. Piața principală din orașul portuar Paroikia din Paros a primit, de asemenea, numele ei. Grecia a onorat această eroină denumind mai multe străzi din toată țara cu numele său. Guvernul Greciei a emis mai multe monede comemorative în cinstea ei. De asemenea, a fost realizat un film despre viața ei, intitulat Manto Mavrogenous (1971), în care a fost interpretată de Tzeni Karezi.
Mavrogenous a apărut pe reversul monedei grecești de 2 drahme din 1988-2001.

## Rude
Manto a avut rude în familia Mavrogenous/Delicari.